# 논스톱 3
《논스톱 3》는 2002년 5월 20일부터 2003년 9월 12일까지 방송되었던 시트콤이다.

## 제작진
- 극본 : 양희승
- 연출 : 조희진, 전진수

## 출연진
- 최민용(3학년)

지독한 짠돌이로 돈에 대한 집착이 강하며, 제대로 할줄 아는 것은 없는 자신감만 만빵에, 멀쩡하게 생겨선 능청스럽고 뻔뻔한 철면피다. 트로트 메들리가 특기! 나훈아의 <영영>, <아담과 이브처럼> 즐겨 부른다.
- 정태우(3학년)

애들에게 느끼하다고 야유받지만 끝까지 굴하지 않는 순도 높은 버터왕자다. 늘 잔머리를 굴려서 애들을 이용해 보려고 하지만 결국 자기가 당하는 어설픈 사고뭉치다. 하하와는 허접하지만 끈끈한 우정을 과시한다.
- 하하(3학년)

말만 앞서지 정작 제대로 하는 일 없는 기숙사의 2층장이며, 뭐든 할 수 있다고 큰소리 치는게 특기인 오바로 똘똘 뭉친 사나이다. 효진에게 매일같이 구박받고 얻어맞지만 꿋꿋하고 밝게 살아간다. 엄청난 괴력의 소유자로, 위급한 상황에서는 큰 힘을 발휘한다. 그러나 정작 본인은 이 사실을 인지하지 못하고 있다.
- 조한선 (3학년)

시원시원, 털털하며 남자다운 성격이며 운동을 좋아하고 남에게 지기 싫어한다. 고등학교 시절 날라리 생활을 한 경험이 있어, 괄괄하며 터프한, 그러나 의리 있는 친구들이 많다. 효진의 편애를 듬뿍 받고 있어 나름대로 편안한 기숙사 생활을 즐긴다.
- 여욱환(3학년)

사진과 3학년. 기숙사 3층생. 박조교의 사촌동생이라 효진이의 절대적인 사랑을 받는다. 너무 밝고 낙천적인 성격의 소유자라서 고민하는 걸 싫어한다. 무식하고 남을 신경 쓰지 않는 성격이라 민용이의 잔소리도 통하지 않는다. 여자에게 잘 보이고 싶어서 여자들이 좋아하는 것이라면 뭐든지 한다.
- 이진(3학년)

뭐든지 미리미리 준비해야 하는 조급한 성격. 식탐이 많아 먹을 것에 대한 집착이 유별나다. 단순하고 순진해서 애들에게 놀림을 받는다. 그러나 공부는 무척 잘해 과수석을 놓치지 않는다.
- 김정화(3학년)

'내 사전에 포기란 없다!' 무슨 일이든지 한가지에 필받으면 집착해서 어떻게든 해결해야 직성이 풀린다. 시원시원한 성격으로 터프해 보이지만 남자한테 약하다.
- 정다빈(3학년)

문화대의 모든 소문과 진상은 정다빈을 통해 나간다는 말이 있듯 사랑스런 푼수떼기다. 남의 일에 참견하기 좋아하고, 입바른 말 잘하는 트러블 메이커다. 내숭은 없다. 단순하고 솔직해서 잔머리 쓰고 약은 짓은 못한다.
- 전혜빈 (2학년)

다나와 룸메이트로, 둘이서 친하게 지낸다. 다혈질에 파르르하는 성격. 말보다 행동이 앞서 언제나 먼저 나서지만, 귀가 얇아서 그게 아니라고 한 마디만 하면 바로 수그러든다. 뭐든지 잘할 수 있다며 큰소리 떵떵 치는 낙천적 성격. 그러나 속으로는 소심하고 상처도 잘 받는다.
- 최영아(2학년) - 김영아

본명은 최영춘. 짠돌이 최민용의 사랑스런 동생. 무용과에 재학중이다. 하고 싶은 것도 많고 멋도 내고 싶은 신세대 여학생이지만 보수적인 오빠 때문에 취미를 맘껏 즐기지 못한다. 엄한 오빠에게 잡혀 살지만 나름대로의 이중생활을 영위한다. 평소엔 얌전하고 참하지만, 촌스럽다는 말만 들으면 욱해서 과격해진다.
- 김효진(기숙사 사감)

히스테리 여왕! 기분이 맑았다 흐렸다. 수도 없이 반복돼서 도대체 그녀의 심리 상태는 아무도 예측할 수가 없다. 내 님은 어디에...!! 남자한테는 약해서 쉽게 정주고 쉽게 상처 받는다.
- 정원중 (교수)

친구같은 엉망진창 교수님! 어른같지 않은 어른. 선생님같지 않은 선생님. 여기에 엉망진창 교수님의 매력이 숨어있다.
- 강혜정 (3학년/ 복싱전공) - 중도 하차

성격이 급해서 항상 자기가 손해를 본다. 말보다는 행동이 앞서 실수를 잘한다. 여자들의 리더역할로 의리가 있다.
- 다나(1학년) - 중도 하차

아들 많은 집 늦둥이로 태어난 외동딸! 부모님이 학교를 빨리 보내서 실제 나이는 18세다. 철부지 어리광쟁이. 그러나 야무지고 영악한 면도 갖고있다. 언니 오빠들 틈에 껴서 귀찮은 일들도 자주 겪지만, 온갖 귀여움을 독차지한다. 한선이와는 의남매 사이. 그러나 걸핏하면 삐져 혼자서 의남매를 파기하곤 한다.
- 김지훈(카페 사장) - 중간 투입

대학입시 10수를 했다가, 포기하고 학교 근처에 있는 카페를 운영하는 사장으로 조교 김효진을 짝사랑한다. 워낙 착한 천성 탓에 그가 효진에게 화를 냈다는 사실을 기숙사 멤버 전원이 믿지 않아서 지훈을 화나게 하려는 실험을 하려다가 그만 카페 소파에 불까지 내버렸음에도 오히려 멤버들이 다치지 않았는지 먼저 걱정해주기도 한다. 결국 지훈의 진심을 알게 된 효진과 사귀게 되고, 효진과 결혼식을 올린다. (768회 에피소드 <생애 최고의 결혼식>)
- 이보영
- 오현철
- 김단비 : 정다빈의 친구인 소개팅녀 담비 역
- 이재응
- 홍수아
- 허이재
- 홍인영
- 최우혁
- 홍수현
- 한희
- 허영란
- 류덕환
- 김태희
- 김사랑
- 김하은
- 김은주
- 공현주
- 최자혜
- 염재욱
- 강보라
- 오협
- 정승재
- 신동미
- 윤희주
- 양현태
- 인교진
- 김희라
- 한지안

## 수상 경력
- 2002년 MBC 방송연예대상 코미디/시트콤부문 여자 신인상 이진
- 2003년 MBC 방송연예대상 코미디/시트콤부문 남자 우수상 최민용
- 2003년 MBC 방송연예대상 시트콤 부분 최우수상 후보 김정화
- 2003년 MBC 방송연예대상 탤런트부문 특별상 정태우
- 2003년 백상예술대상 TV 부문 신인상 김정화